# 전해룡
전해룡(1965년 6월 15일 ~ )은 대한민국의 배우다.

## 출연작

### 영화
- 1991 미아리 텍사스
- 1995 애마부인 11
- 1995 무궁화 꽃이 피었습니다
- 1995 개 같은 날의 오후
- 1996 돼지가 우물에 빠진 날
- 1999 연풍연가
- 1999 건축무한육면각체의 비밀
- 2007 이브의 유혹 - 그녀만의 테크닉
- 2015 애인
- 2015 숨
- 2016 어린 아내
- 2018 애연

### 드라마
- 1989년 KBS 2TV 《숲은 잠들지 않는다》
- 1991년 MBC 《까치 며느리》
- 1992년 KBS 1TV 《대리인》
- 1993년 SBS 《일과 사랑》
- 1994년 SBS 《사랑은 없다》
- 1994년 SBS 《행복하고 싶어요》
- 1994년 KBS 1TV 《춘향전》
- 1995년 KBS 2TV 《장녹수》
- 1995년 SBS 《해빙》
- 1995년 ~ 1996년 SBS 《엘레지》
- 1997년 ~ 1998년 SBS 《지평선 너머》
- 1999년 KBS 2TV 《아름다운 비밀》
- 1999년 ~ 2000년 KBS 2TV 《누룽지 선생과 감자 일곱개》
- 1999년 ~ 2000년 MBC 《허준》 - 내의원 서고관리  역
- 2000년 KBS 2TV 《꼭지》 - 윤정희의 맞선남 역
- 2001년 MBC 《홍국영》 - 종사관 역
- 2001년 MBC 《상도》 - 청나라 상인 역
- 2002년 KBS 2TV 《태양인 이제마》
- 2002년 ~ 2003년 SBS 《야인시대》 - 기자 역
- 2002년 ~ 2003년 SBS 《대망》
- 2002년 ~ 2003년 KBS 2TV 《장희빈》 - 도박하는 남자/소문 퍼뜨리는 남자 역
- 2002년 SBS 《별을 쏘다》 - 오기자 역
- 2003년 SBS 《올인》- 형사 역
- 2003년 MBC 《대장금》 - 행인 역
- 2003년 SBS 《천국의 계단》
- 2004년 SBS 《형수님은 열아홉》
- 2004년 SBS 《폭풍 속으로》
- 2004년 SBS 《파란만장 미스김 10억 만들기》
- 2004년 SBS 《장길산》 - 마부/백성 역
- 2004년~2005년 MBC 《왕꽃 선녀님》 - 의사 역
- 2004년 MBC 《영웅시대》 - 터널공사 인부/국회 수위 역
- 2004년 ~ 2005년 KBS 1TV 《불멸의 이순신》 - 백성 역
- 2004년 MBC 《아일랜드》
- 2004년 KBS 2TV 《두번째 프러포즈》 - 손님 역
- 2004년 KBS2 《미안하다, 사랑한다》 - 포장마차 주인 역
- 2004년 ~ 2005년 SBS 《토지》
- 2005년 KBS 2TV 《쾌걸춘향》 - 감독 역
- 2005년 MBC 《제5공화국》 - 최종철 역
- 2005년 ~ 2006년 SBS 《서동요》
- 2005년 ~ 2006년 MBC 《신돈》
- 2006년 SBS 《사랑과 야망》
- 2006년 KBS 1TV 《강이 되어 만나리》
- 2006년 ~ 2007년 MBC 《주몽》 - 모피 상인/75회 미상 역
- 2006년 SBS 《불량가족》
- 2006년 ~ 2007년 KBS 1TV 《대조영》
- 2006년 KBS 2TV 《특수수사일지: 1호관 사건》
- 2006년 MBC 《환상의 커플》
- 2006년 KBS 2TV 《황진이》
- 2007년 MBC 《하얀거탑》
- 2007년 MBC 《에어시티》
- 2007년 OCN 《이브의 유혹》
- 2007년 ~ 2008년 MBC 《이산》
- 2008년 KBS 《대왕 세종》
- 2009년 KBS 2TV 《천추태후》
- 2009년 SBS 《자명고》 - 내시장 역
- 2009년 MBC 《선덕여왕》
- 2009년 KBS 2TV 《파트너》
- 2009년 KBS 2TV 《아이리스》
- 2010년 KBS 2TV 《추노》
- 2010년 KBS 1TV 《거상 김만덕》
- 2010년 MBC 《동이》
- 2010년 SBS 《자이언트》 - 보떼가스보일러 간부 역
- 2010년 KBS 2TV 《제빵왕 김탁구》 - 김탁구 집 주인아저씨 역
- 2010년 KBS 1TV 《근초고왕》
- 2011년 KBS 2TV 《사랑을 믿어요》
- 2011년 SBS 《파라다이스 목장》 - 동인그룹 임원 역
- 2011년 MBC 《반짝반짝 빛나는》 - 대왕그룹 대표 역
- 2011년 KBS 1TV 《광개토태왕》
- 2011년 KBS 2TV 《공주의 남자》 - 집현전 학사 역
- 2011년 MBC 《계백》
- 2012년 MBC 《아랑사또전》 - 최 대감 댁에서 일했던 남자 역
- 2012년 ~ 2013년 KBS 1TV 《대왕의 꿈》
- 2012년 ~ 2013년 KBS 2TV 《내 딸 서영이》
- 2012년 ~ 2013년 MBC 《마의》
- 2012년 ~ 2013년 MBC 《오자룡이 간다》
- 2013년 MBC 《구암 허준》 - 백성 역
- 2013년 KBS 2TV 《천명: 조선판 도망자 이야기》
- 2013년 KBS 1TV 《은희》 - 미경의 부 역
- 2013년 MBC 《불의 여신 정이》 - 미상 역
- 2013년 JTBC 《궁중잔혹사 꽃들의 전쟁》 - 청요 임담 역
- 2013년 JTBC 《그녀의 신화》 - 부동산중개업자 역
- 2013년 ~ 2014년 MBC 《사랑해서 남주나》
- 2014년 KBS 1TV 《정도전》 - 왕득명 역
- 2014년 MBC 《개과천선》
- 2014년~2015년 MBC 《장미빛 연인들》
- 2014년~2015년 SBS 《피노키오》 - 과일가게 주인 역
- 2014년 OCN 《닥터 프로스트》 - 교수 역
- 2015년 KBS 1TV 《징비록》
- 2015년 MBC 《화정》 - 이괄의 집사 역
- 2015년 KBS 1TV 《가족을 지켜라》
- 2015년 ~ 2016년 KBS 2TV 《별이 되어 빛나리》 - 디자이너 역
- 2015년 ~ 2016년 MBC 《내 딸, 금사월》
- 2015년 ~ 2016년 SBS 《육룡이 나르샤》 - 한약방 의원 역
- 2016년 MBC 《가화만사성》
- 2016년 MBC 《굿바이 미스터 블랙》
- 2016년 SBS 《대박》
- 2016년 KBS 2TV 《동네변호사 조들호》
- 2016년 MBC 《옥중화》
- 2016년 ~ 2017년 MBC 《불어라 미풍아》
- 2016년 MBC 《쇼핑왕 루이》
- 2017년 KBS 2TV 《란제리 소녀시대》
- 2017년 MBC 《당신은 너무합니다》
- 2017년 MBC 《역적 : 백성을 훔친 도적》
- 2019년 KBS 2TV 《하나뿐인 내편》
- 2021년 ~ 2022년 KBS 1TV 《태종 이방원》 - 무명 대신 역
- 2021년 ~ 2022년 KBS 2TV 《꽃 피면 달 생각하고》

#### 시트콤
- 1998년 ~ 2000년 SBS 《순풍산부인과》
- 2000년 ~ 2002년 SBS 《웬만해선 그들을 막을 수 없다》

#### 재연극
- 1993년 ~ 1999년 MBC 《경찰청 사람들》
- 1994년 ~ 1999년 KBS 1TV 《긴급구조 119》
- 2003년 ~ 2005년 MBC 《실화극장 죄와 벌》
- 2003년 KBS 2TV 《긴급구조 119》
- 2004년 EBS 1TV 《명동백작》 - 기자 역
- 2005년

EBS 1TV 《지금도 마로니에는》 - 이만희 역